# Échenilleur de Macé
Coracina macei
Espèce
Statut de conservation UICN

 LC  : Préoccupation mineure
L'Échenilleur de Macé (Coracina macei) est une espèce de passereaux de la famille des Campephagidae.

## Comportement
Ils sont pour l'essentiel insectivores et volent habituellement juste au-dessus de la canopée. Ils ont un cri fort et ont l'habitude caractéristique de hausser les ailes fermées, peu après s'être posés sur un perchoir.

## Répartition et sous-espèces
Selon la classification de référence du Congrès ornithologique international (15.1, 2025) il se répartit en deux sous-espèces :
- Coracina macei macei (Lesson, 1831) — Inde
- Coracina macei layardi (Blyth, 1866) — Sri Lanka